# Shardiella savitri
Shardiella savitri är en stekelart som beskrevs av Sushil och Muhammad Sharif Khan 1997. Shardiella savitri ingår i släktet Shardiella och familjen finglanssteklar. Inga underarter finns listade i Catalogue of Life.